# Polonia en los Juegos Olímpicos de Seúl 1988
Polonia estuvo representada en los Juegos Olímpicos de Seúl 1988 por un total de 143 deportistas que compitieron en 19 deportes.  
El portador de la bandera en la ceremonia de apertura fue el luchador Bogdan Daras.

## Medallistas
El equipo olímpico polaco obtuvo las siguientes medallas:
| Nombre                                                               | Deporte            | Competición            |
| -------------------------------------------------------------------- | ------------------ | ---------------------- |
| Oro                                                                  |                    |                        |
| Waldemar Legień                                                      | Judo               | –78 kg M               |
| Andrzej Wroński                                                      | Lucha grecorromana | 100 kg M               |
| Plata                                                                |                    |                        |
| Joachim Halupczok Zenon Jaskuła Marek Leśniewski Andrzej Sypytkowski | Ciclismo en ruta   | Ruta por eqs. M        |
| Janusz Olech                                                         | Esgrima            | Sable ind. M           |
| Janusz Pawłowski                                                     | Judo               | –65 kg M               |
| Andrzej Głąb                                                         | Lucha grecorromana | 48 kg M                |
| Marek Dopierała Marek Łbik                                           | Piragüismo         | C2 500 m M             |
| Bronce                                                               |                    |                        |
| Jan Dydak                                                            | Boxeo              | Wélter (67 kg) M       |
| Henryk Petrich                                                       | Boxeo              | Semipesado (81 kg) M   |
| Andrzej Gołota                                                       | Boxeo              | Pesado (91 kg) M       |
| Janusz Zarenkiewicz                                                  | Boxeo              | Superpesado (+91 kg) M |
| Sławomir Zawada                                                      | Halterofilia       | 90 kg M                |
| Józef Tracz                                                          | Lucha grecorromana | 74 kg M                |
| Artur Wojdat                                                         | Natación           | 400 m libre M          |
| Marek Dopierała Marek Łbik                                           | Piragüismo         | C2 1000 m M            |
| Izabela Dylewska                                                     | Piragüismo         | K1 500 m F             |